# Џим Стерџес
Џим Стерџес (енгл. Jim Sturgess; 16. мај 1981) британски је глумац и кантаутор најпознатији по улогама у филмовима Битлси: Преко универзума, Врхунска игра, Бег из дивљине, Један дан и Атлас облака.

## Филмографија
| Година | Наслов                                              | Улога                 |
| ------ | --------------------------------------------------- | --------------------- |
| 1994   | Браунингова верзија                                 | Брајант               |
| 2005   | Уста на уста                                        | Ред                   |
| 2007   | Битлси: Преко универзума''                          | Џуд Фини              |
| 2008   | Друга Боленова кћи (филм из 2008)Друга Боленова кћи | Џорџ Болен            |
| 2008   | Врхунска игра                                       | Бен Кембел            |
| 2008   | Педесет мртвих људи хода                            | Мартин Макгертланд    |
| 2009   | Прелазак преко                                      | Гавин Косеф           |
| 2009   | Без срца                                            | Џејми Морган          |
| 2010   | Бег из дивљине                                      | Јануш Виештек         |
| 2010   | Легенда о чуварима                                  | Сорен                 |
| 2010   | Један дан                                           | Декстер Мајхју        |
| 2012   | Атлас облака                                        | Адам Јуинг/Ха Јо Ченг |
| 2012   | Најбоља понуда                                      | Роберт                |
| 2013   | Наопачке                                            | Адам                  |